# Filatelistisch frankeren

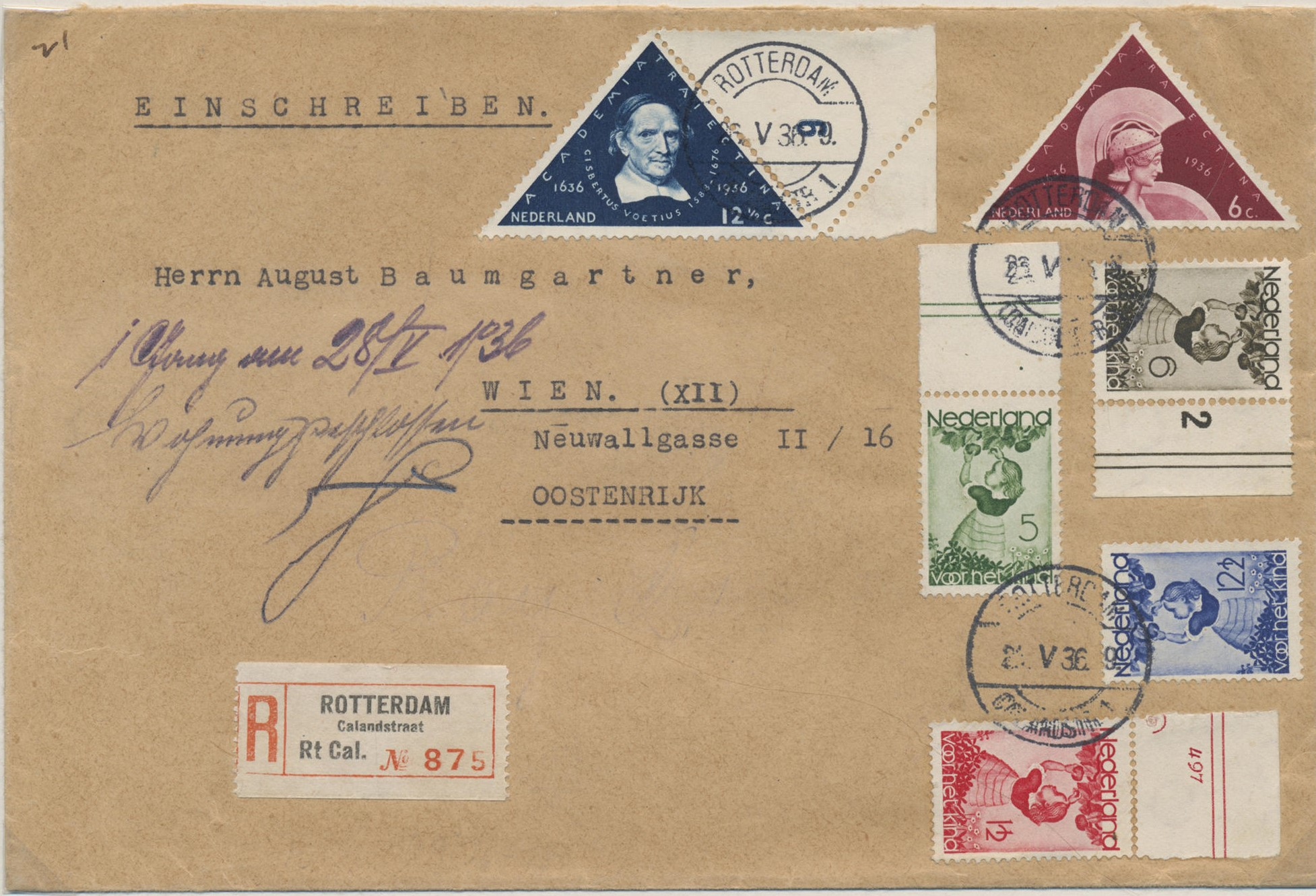
Een filatelistisch gefrankeerd stuk uit 1936

Bij correspondentie met een mede-filatelist wordt vaak filatelistische frankering gebruikt. Dat wil zeggen dat je voor de frankering van een poststuk postzegels gebruikt waar die ander iets aan heeft. Dus liever geen zegels van langlopende series, maar gelegenheidszegels of toeslagzegels. Vroeger werden zelfs eerstedagenveloppen gebruikt voor correspondentie tussen filatelisten.